# Joseba Sarrionandia
Joseba Sarrionandia Uribelarrea, conosciuto anche col soprannome Sarri (Iurreta, 13 aprile 1958), è uno scrittore, poeta e filologo spagnolo, fra i più conosciuti e apprezzati in lingua euskera.

## Biografia
Dopo aver conseguito la laurea in filologia basca presso l'Università di Deusto di Bilbao, è stato professore di fonetica per l'Universidad Nacional de Educación a Distancia (UNED), università statale di formazione a distanza.
Le sue prime opere sono collaborazioni per alcuni periodici baschi come Pott, Zeruko Argia, Anaitasuna, Jakin, Oh Euskadi, Ibaizaba e per i quotidiani Egin e Egunkaria. Ha anche curato alcune traduzioni in lingua euskera di opere letterarie, fra le quali quelle di Thomas Stearns Eliot. La sua prima opera fu la raccolta di poesie Izuen Gordelekuen Barrena (Nei rifugi della paura, 1981).
Nel 1980 fu condannato a 28 anni di carcere come sospetto membro dell'organizzazione indipendentista basca Euskadi Ta Askatasuna (E.T.A.). Cinque anni dopo riesce a evadere dalla prigione di Martutene, insieme a un altro prigioniero, Joseba Picabia, con una spettacolare fuga nascosto dentro un altoparlante al termine di un concerto del cantante Imanol Larzabal.
Questa fuga spettacolare ha ispirato la canzone Sarri, Sarri del gruppo basco Kortatu.
Da allora non si hanno più sue notizie a eccezione della sua attività letteraria con la pubblicazione di romanzi, poesie e racconti.
Nel 2001 ha ricevuto il Premio Nazionale della Critica di narrativa in lingua euskera, assegnato dall'Associazione Spagnola dei Critici Letterari, per il suo primo romanzo Lagun izoztua (L'amico congelato).

## Opere
- Izuen gordelekuetan barrena (Nei rifugi della paura), 1981.
- Narrazioak, 1983. 
  - Lo scrittore e la sua ombra, Traduzione di Roberta Gozzi, con un epilogo di Bernardo Atxaga. Milano, Giovanni Tranchida Editore, 2002, ISBN 88-8003-304-2.
- Intxaur azal baten barruan. Eguberri amarauna, 1983.
- Alkohola poemak, 1984.
- Ni ez naiz hemengoa (Io non sono di qui), 1985.
- Atabala eta euria (Il tamburo e la pioggia), 1986.
- Marinel zaharrak (Vecchi marinai), 1987.
- Marginalia, 1988.
- Ez gara geure baitakoak (Non siamo di noi stessi), 1989.
- Izeba Mariasunen ipuinak, 1989.
- Ainhoari gutunak, 1990.
- Ifar aldeko orduak (Le ore del nord), 1990.
- Gartzelako poemak (Poesie dal carcere), 1992.
- Han izanik hona naiz (Vengo proprio da lì), 1992.
- Hnuy illa nyha majah yahoo, 1995.
- Miopeak, bizikletak eta beste langabetu batzuk, 1995.
- Hitzen ondoeza (Il malessere delle parole), 1997.
- Hau da nire ondasun guzia, 1999.
- Zitroi ur komikiak: Joseba Sarrionandia komikitan, 2000.
- Lagun izoztua (L'amico congelato), 2001.
- XX. mendeko poesia kaierak: Joseba Sarrionandia, 2002.
- Kolosala izango da, 2003.
- Akordatzen, 2004.
- Harrapatutako txorien hegalak, 2005.
- Munduko zazpi herrialdetako ipuinak, 2008.
- Gau ilunekoak, 2008.
- Idazlea zeu zara, irakurtzen duzulako, 2010.
- Moroak gara behelaino artean?, 2010.
- Narrazio guztiak (1979-1990), 2011.
- Durangoko Azoka 1965-2015, 2015.
- Lapur banden etika ala politika, 2015.
- Hilda dago poesia? ¿La poesía está muerta?, 2016.